# Grup del piroclor
El grup del piroclor és un grup de minerals format per dotze espècies vàlides amb niobi dominant: cesiocenopiroclor, fluorcalciopiroclor, fluornatropiroclor, hidrocenopiroclor, hidropiroclor, hidroxicalciopiroclor, hidroxicenopiroclor, hidroximanganopiroclor, hidroxinatropiroclor, hidroxiplumbopiroclor, oxicalciopiroclor i oxiplumbopiroclor. Aquest grup forma part d'un grup encara més ample de minerals anomenat supergrup del piroclor.
Altres espècies que no estan aprovades per l'Associació Mineralògica Internacional també pertanyen a aquest grup, com ara: cenoplumbopiroclor, fluorhidropiroclor, fluorquenopiroclor, fluorplumbopiroclor, fluorestronciopiroclor, oxinatropiroclor, oxiitropiroclor i un anàleg de l'hidroximanganopiroclor amb antimoni.
| Espècie                | Fórmula                            |
| ---------------------- | ---------------------------------- |
| Cesiocenopiroclor      | □Nb₂(O,OH)₆Cs1−x (x ∼ 0.20)        |
| Fluorcalciopiroclor    | (Ca,Na)₂(Nb, Ti)₂O₆F               |
| Fluornatropiroclor     | (Na,Pb,Ca,REE,U)₂Nb₂O₆F            |
| Hidrocenopiroclor      | (◻,x)₂Nb₂O₆(H₂O,Cs)                |
| Hidropiroclor          | (H₂O,☐)₂Nb₂(O,OH)₆(H₂O)            |
| Hidroxicalciopiroclor  | (Ca,Na,U,◻)₂(Nb,Ti)₂O₆(OH)         |
| Hidroxicenopiroclor    | (◻,Ce,Ba)₂(Nb,Ti)₂O₆(OH,F)         |
| Hidroximanganopiroclor | (Mn²⁺,Th,Na,Ca,REE)₂(Nb,Ti)₂O₆(OH) |
| Hidroxinatropiroclor   | (Na,Ca,Ce)₂Nb₂O₆(OH)               |
| Hidroxiplumbopiroclor  | (Pb1.5◻0.5)Nb₂O₆(OH)               |
| Oxicalciopiroclor      | Ca₂Nb₂O₆O                          |
| Oxiplumbopiroclor      | Pb₂Nb₂O₆O                          |

La nomenclatura d'aquest grup va ser establerta l'any 2010 d'acord amb la nomenclatura revisada dels minerals del supergrup del piroclor, i per una segona revisió un parell d'anys més després. La identificació correcta dels membres individuals del grup només és possible amb anàlisi exhaustius i una combinació de diversos mètodes analítics.